# Пол дьо Сеневил
Пол дьо Сеневил (на френски: Paul de Senneville) е френски композитор и музикален продуцент. Най-известните му творби са „Балада за Аделин“ в изпълнение на Ричард Клайдерман и „Mariage d'amour“, често грешно приписвана на Фредерик Шопен под името „Пролетен валс“.

## Биография
Пол дьо Сеневил е роден на 30 юли 1933 в Париж, Франция.
Започва кариерата си като журналист във френски вестници като „Франс Соар“. По-късно става телевизионен продуцент. Като директор на звукозаписната компания Disc AZ, започва наново кариерата си в музикалното поприще.
След като през 1962 година пише първата си песен, дьо Сеневил създава музиката за множество филми на френски студия като Universe Galaxie и Daber Films. През 1968 година среща Оливие Тусен (Olivier Toussaint), с когото заформят успешно сътрудничество, което се изразява в над 100 милиона записа, продадени във Франция и други 56 страни по света. Песни на екипа са записани от водещи френски изпълнители като Мирей Матийо, Мишел Тор, Кристоф, Ерве Вилар, Далида, Петула Кларк и Клод Франсоа. В сътрудничество с текстописеца Жан-Лу Дабади, дьо Сеневил пише хита „Tous les bateaux, tous les oiseaux“, записан от Мишел Полнареф.
Пол дьо Сеневил и Оливие Тусен стартират групата Pop Concerto Orchestra, в която Тусен е водещ вокалист. Скоро след това поставят началото и на втората си група Anarchic System, с която записват рокендрол. В период от пет години двете групи продават милиони записи.
През 1975 година пишат песента „Dolannes Melody“, с която започва кариерата на тромпетиста Жан-Клод Борели.
През 1976, Пол и Оливие стартират собствена звукозаписна компания Delphine Productions, специализирана в инструментална музика. Така започват кариерите си френски изпълнители като пианиста Ричард Клайдерман (1976), китариста Никола дьо Анжели (1981) и изпълнителя на окарина Диего Модена (1991). Сътрудничат си с известни френски аранжьори като Жерар Салес, Ерве Роа, Бруно Рибера и Марк Миние. Основната част от музикалните им произведения са за Клайдерман. Някои от най-големите хитове в записите на Клайдерман са „Ballade pour Adeline“, „A Comme Amour“ и „Lettre à ma mère“. Дьо Сеневил композира за Клайдерман около 400 мелодии, някои от които в сътрудничество с Оливие Тусен и Жан Бодло.
През 1976 година Дьо Сеневил и Тусен са номинирани за престижната награда „Сезар“ за музиката им към филма „Un linceul n'a pas de poches“. През 1978 година, дьо Сеневил е представляван от Франция и Монако в песенния конкурс Евровизия 1978, с композираната от него песен Les jardins de Monaco, изпълнена в дует от Оливие Тусен и Калин (Caline).